# Izba Handlowa Polsko-Węgierska
Izba Handlowa Polsko-Węgierska (węg. Lengyel-Magyar Kereskedelmi Kamara) – działająca w latach 1920–1939 bilateralna izba gospodarcza mająca za zadanie rozwój stosunków gospodarczych pomiędzy Polską a Węgrami.

## Historia
Izba powstała w 1920 roku. Jej członkami byli m.in. Ludwik Darowski, Henryk Drozdowski, Antoni Szlagowski i  Edward Krzemiński. Izba liczyła 138 członków. Jej siedziba znajdowała się w Warszawie, istniał również oddział w Gdyni.
Odpowiednikiem izby na Węgrzech była Izba Handlowa Węgiersko-Polska. Celem obu izb było ożywienie stosunków gospodarczych Polski i Węgier i zintensyfikowanie handlu. W ramach pracy izby celem zwiększenia eksportu na Węgry udostępniano różnorodne materiały, w tym sprawozdania i statystyki. Organizowano także wycieczki na Węgry. Izba ponadto m.in. uczestniczyła w wydarzeniach promujących węgierskie wina. Delegat izby, Janusz Kaller, po wizycie na Węgrzech napisał książkę o winach węgierskich, będącą pierwszą tego typu publikacją na rynku polskim.
Izba zakończyła funkcjonowanie w 1939 roku. Po II wojnie światowej nie wznowiono jej działalności.